# Mistrzostwa Europy U-21 w Piłce Nożnej 2025 (eliminacje)/Grupa D
W Grupie D eliminacji do Mistrzostw Europy U-21 2025 brały udział następujące zespoły:
- Bułgaria U-21
- Estonia U-21
- Izrael U-21
- Kosowo U-21
- Niemcy U-21
- Polska U-21

## Tabela
| Lp. | Drużyna       | M  | Mecze | Mecze | Mecze | Bramki | Bramki | Bramki | Pkt |
| Lp. | Drużyna       | M  | W     | R     | P     | +      | −      | +/−    | Pkt |
| --- | ------------- | -- | ----- | ----- | ----- | ------ | ------ | ------ | --- |
| 1.  | Niemcy U-21   | 10 | 8     | 2     | 0     | 35     | 10     | +25    | 26  |
| 2.  | Polska U-21   | 10 | 7     | 1     | 2     | 24     | 10     | +14    | 22  |
| 3.  | Bułgaria U-21 | 10 | 4     | 3     | 3     | 17     | 12     | +5     | 15  |
| 4.  | Kosowo U-21   | 10 | 3     | 3     | 4     | 10     | 17     | −7     | 12  |
| 5.  | Estonia U-21  | 10 | 2     | 1     | 7     | 7      | 31     | −24    | 7   |
| 6.  | Izrael U-21   | 10 | 1     | 0     | 9     | 5      | 18     | −13    | 3   |

## Wyniki
| 20 czerwca 2023 20:00 CET | Kosowo U-21 · Llugiqi 40' · Hoti 70' | 2:0(1:0)Raport | Estonia U-21 | Stadion im. Fadila Vokrriego, Prisztina Widzów: 2 000 Sędzia: Joey Kooij |
|                           |                                      |                |              |                                                                          |

| 7 września 2023 16:30 CET | Estonia U-21 · Šapovalov 15' (k) | 1:1(1:1)Raport | Bułgaria U-21 · 8' Nikołow | Stadion Kadriorg, Tallin Widzów: 327 Sędzia: Jasper Vergoote |
|                           |                                  |                |                            |                                                              |

| 8 września 2023 20:00 CET | Polska U-21 · Mosór 25' · Rakoczy 30', 44' | 3:0(3:0)Raport | Kosowo U-21 | Stadion im. Kazimierza Górskiego, Płock Widzów: 6 256 Sędzia: Lothar D'hondt |
|                           |                                            |                |             |                                                                              |

| 12 września 2023 18:00 CET | Bułgaria U-21 · Iliew 50' | 1:0(0:0)Raport | Izrael U-21 | Stadion Sławia, Sofia Widzów: 354 Sędzia: Irakli Kwirikaszwili |
|                            |                           |                |             |                                                                |

| 12 września 2023 18:00 CET | Estonia U-21 | 0:1(0:0)Raport | Polska U-21 · 82' Szymczak | A. Le Coq Arena, Tallin Widzów: 379 Sędzia: Stefan Ebner |
|                            |              |                |                            |                                                          |

| 12 września 2023 19:00 CET | Kosowo U-21 | 0:3(0:0)Raport | Niemcy U-21 · 74', 78' Moukoko · 89' Kleine-Bekel | Stadion im. Fadila Vokrriego, Prisztina Widzów: 1 950 Sędzia: Mikkel Redder |
|                            |             |                |                                                   |                                                                             |

| 7 września 2024 | Izrael U-21 · Madmon 67' (k.) | 1:0(0:0)Raport | Estonia U-21 | Alcufer Stadion, Győr Sędzia: Jamie Robinson |
|                 |                               |                |              |                                              |

| 13 października 2023 18:15 CET | Bułgaria U-21 · Szopow 25' · Iliew 90+3' | 2:3(1:1)Raport | Niemcy U-21 · 40', 49', 69' Moukoko | Stadion Sławia, Sofia Widzów: 1 895 Sędzia: Verboomen |
|                                |                                          |                |                                     |                                                       |

| 17 października 2023 17:30 CET | Bułgaria U-21 · Sorakow 90+1' | 1:1(0:1)Raport | Kosowo U-21 · 8' (k) Tahiri | Stadion Sławia, Sofia Widzów: 358 Sędzia: Jan Petřík |
|                                |                               |                |                             |                                                      |

| 4 września 2024 | Izrael U-21 · Jehoszua 64' | 1:5(0:3)Raport | Niemcy U-21 · 5', 35' Tresoldi · 15', 61' Adeyemi · 90+4' Knauff | Alcufer Stadion, Győr Sędzia: Henrik Nalbandian |
|                 |                            |                |                                                                  |                                                 |

| 17 października 2023 18:00 CET | Polska U-21 · Rakoczy 8' · Zalewski 22' · Szymczak 44', 58' · Pieńko 72' | 5:0(3:0)Raport | Estonia U-21 | Podkarpackie Centrum Piłki Nożnej, Stalowa Wola Widzów: 3 544 Sędzia: Mohammad Usman Aslam |
|                                |                                                                          |                |              |                                                                                            |

| 17 listopada 2023 13:00 CET | Kosowo U-21 · Tahiri 34', 59' | 2:2(1:2)Raport | Bułgaria U-21 · 8' Sorakow · 45' Petkow | Stadion Miejski, Podujevo Sędzia: Patrik Kolarić |
|                             |                               |                |                                         |                                                  |

| 17 listopada 2023 16:00 CET | Polska U-21 · Matysik 59' · Włodarczyk 82' | 2:1(0:0)Raport | Izrael U-21 · 90+4' Biniamin | Stadion Miejski im. W. Króla, Łódź Sędzia: Jowan Kaczewski |
|                             |                                            |                |                              |                                                            |

| 17 listopada 2023 18:00 CET | Niemcy U-21 · Beier 39' · Moukoko 53' · Reitz 88', 90+4' | 4:1(1:0)Raport | Estonia U-21 · 64' Kuraksin | Benteler-Arena, Paderborn Sędzia: Daniyar Sakhi |
|                             |                                                          |                |                             |                                                 |

| 21 listopada 2023 13:00 CET | Kosowo U-21 · Krasniqi 6', 10' · Tusha 80' | 3:1(2:1)Raport | Izrael U-21 · 24' Nahmani | Stadion Miejski, Podujevo Sędzia: Iwan Arwel Griffith |
|                             |                                            |                |                           |                                                       |

| 21 listopada 2023 17:00 CET | Bułgaria U-21 · Nikołow 50', 60', 85' · Veering 65' (sam.) · Mitkow 66' · Rajczew 88' | 6:0(0:0)Raport | Estonia U-21 | Stadion Sławia, Sofia Sędzia: David Dickinson |
|                             |                                                                                       |                |              |                                               |

| 21 listopada 2023 18:00 CET | Niemcy U-21 · Martel 56' · Woltemade 79' · Röhl 82' | 3:1(0:1)Raport | Polska U-21 · 24' Mosór | Stadion Essen, Essen Sędzia: Kyriakos Athanasiou |
|                             |                                                     |                |                         |                                                  |

| 21 marca 2024 17:30 CET | Izrael U-21 · Jona 5' | 1:2(1:0)Raport | Polska U-21 · 58' Pingot · 89' Szmyt | Ernst-Abbe-Sportfeld, Jena Sędzia: Pierre Gaillouste |
|                         |                       |                |                                      |                                                      |

| 22 marca 2024 18:00 CET | Niemcy U-21 | 0:0(0:0)Raport | Kosowo U-21 | Stadion an der Gellertstraße, Chemnitz Sędzia: Daniele Chiffi |
|                         |             |                |             |                                                               |

| 26 marca 2024 15:00 CET | Polska U-21 | 0:1(0:0)Raport | Bułgaria U-21 · 58' Petkow 58' | Stadion Śląski, Chorzów Sędzia: Christian-Petru Ciochirca |
|                         |             |                |                                |                                                           |

| 26 marca 2024 18:00 CET | Niemcy U-21 · Gruda 14' · Röhl 56' | 2:0(1:0)Raport | Izrael U-21 | Erdgas Sportpark, Halle Sędzia: John Brooks |
|                         |                                    |                |             |                                             |

| 6 września 2024 | Estonia U-21 · Varjund 70' | 1:0(0:0)Raport | Izrael U-21 | Stadion Kadriorg, Tallinn Sędzia: Dmytro Panczyszyn |
|                 |                            |                |             |                                                     |

| 10 września 2024 | Izrael U-21 | 0:1(0:1)Raport | Kosowo U-21 · 11' Avdyli | Alcufer Stadion, Győr Sędzia: Menelaos Antoniu |
|                  |             |                |                          |                                                |

| 10 września 2024 | Estonia U-21 · Šapovalov 69' | 1:10(0:5)Raport | Niemcy U-21 · 23' (k.), 47' Woltemade · 31' Tresoldi · 35', 44', 61' Adeyemi · 39' Martel · 59' Rosenfelder · 87' Lemperle · 90' Knauff | Stadion Kadriorg, Tallinn Sędzia: Antoine Chiaramonti |
|                  |                              |                 | |                                                       |

| 10 września 2024 | Bułgaria U-21 · Cenow 29' | 1:3(1:0)Raport | Polska U-21 · 52' Szymczak · 56' Pieńko · 78' (k.) Kałuziński | Stadion Sławia, Sofia Sędzia: Joey Kooij |
|                  |                           |                |                                                               |                                          |

| 11 października 2024 | Kosowo U-21 | 0:4(0:4)Raport | Polska U-21 · 21' Fornalczyk · 25' Szymczak · 31' Marczuk · 45+2' (k.) Kałuziński | Stadion im. Fadila Vokrriego, Prisztina Sędzia: Ladislav Szikszay |
|                      |             |                |                                                                                   |                                                                   |

| 11 października 2024 | Niemcy U-21 · Beier 9' · Woltemade 66' (k.) | 2:1(1:1)Raport | Bułgaria U-21 · 37' Iliew | Continental Arena, Ratyzbona Sędzia: Ben McMaster |
|                      |                                             |                |                           |                                                   |

| 15 października 2024 | Izrael U-21 | 0:1(0:0)Raport | Bułgaria U-21 · 46' Iliew | Alcufer Stadion, Győr Sędzia: Michele Beltrano |
|                      |             |                |                           |                                                |

| 15 października 2024 | Polska U-21 · Marczuk 17' · Kałuziński 50' · Fornalczyk 59' | 3:3(1:3)Raport | Niemcy U-21 · 3' Tresoldi · 21' Wanner · 30' Arrey-Mbi | Stadion Miejski, Łódź Sędzia: Dario Bel |
|                      |                                                             |                |                                                        |                                         |

| 15 października 2024 | Estonia U-21 · Teeväli 21' (k.) · Kristal 44' · Usta 87' | 3:1(2:0)Raport | Kosowo U-21 · 77' Avdyli | Stadion Kadriorg, Tallinn Sędzia: Jason Barcelo |
|                      |                                                          |                |                          |                                                 |

## Strzelcy

### 6 goli
- Youssoufa Moukoko

### 5 goli
- Karim Adeyemi
- Filip Szymczak

### 4 gole
- Nikoła Iliew
- Georgi Nikołow
- Nicolò Tresoldi
- Nick Woltemade

### 3 gole
- Ardit Tahiri
- Jakub Kałuziński
- Michał Rakoczy

### 2 gole
- Marin Petkow
- Martin Sorakow
- Aleksandr Šapovalov
- Milot Avdyli
- Bleron Krasniqi
- Maximilian Beier
- Ansgar Knauff
- Eric Martel
- Rocco Reitz
- Merlin Röhl
- Mariusz Fornalczyk
- Dominik Marczuk
- Ariel Mosór
- Tomasz Pieńko

### 1 gol
- Emil Cenow
- Asen Mitkow
- Roberto Rajczew
- Stanisław Szopow
- Patrik Kristal
- Danil Kuraksin
- Tristan Teeväli
- Taaniel Usta
- Tony Varjund
- Ran Biniamin
- Niw Jehoszua
- Adi Jona
- Elad Madmon
- Staw Nahmani
- Andi Hoti
- Arian Llugiqi
- Veton Tusha
- Bright Arrey-Mbi
- Brajan Gruda
- Colin Kleine-Bekel
- Tim Lemperle
- Max Rosenfelder
- Paul Wanner
- Miłosz Matysik
- Maksymilian Pingot
- Kajetan Szmyt
- Szymon Włodarczyk
- Nicola Zalewski

### Gole samobójcze
- Robert Veering (dla  Bułgarii)